# والاس اولسن
والاس اولسن (بالإنجليزية: Wallace Olsen)‏ هو أمين مكتبة أمريكي، ولد في 28 مارس 1929، وتوفي في 1 ديسمبر 2010.